# Lacs
Cet article concerne une commune française. Pour l'objet lacs, voir Lacet.
Lacs est une commune française située dans le département de l'Indre, en région Centre-Val de Loire.

## Géographie

### Localisation
La commune est située dans le sud-est du département, dans la région naturelle du Boischaut Sud.
Les communes limitrophes sont : Montlevicq (3 km), Briantes (3 km), La Châtre (3 km), Montgivray (4 km), Lourouer-Saint-Laurent (5 km) et Thevet-Saint-Julien (7 km).
Les communes chefs-lieux et préfectorales sont : La Châtre (3 km), Châteauroux (36 km), Issoudun (40 km), et Le Blanc (74 km).

### Hameaux et lieux-dits
Les hameaux et lieux-dits de la commune sont : Cosnay, le Trait et les Pialets.

### Géologie et hydrographie
La commune est classée en zone de sismicité 2, correspondant à une sismicité faible.
Le territoire communal est arrosé par les rivières Indre et Igneraie.

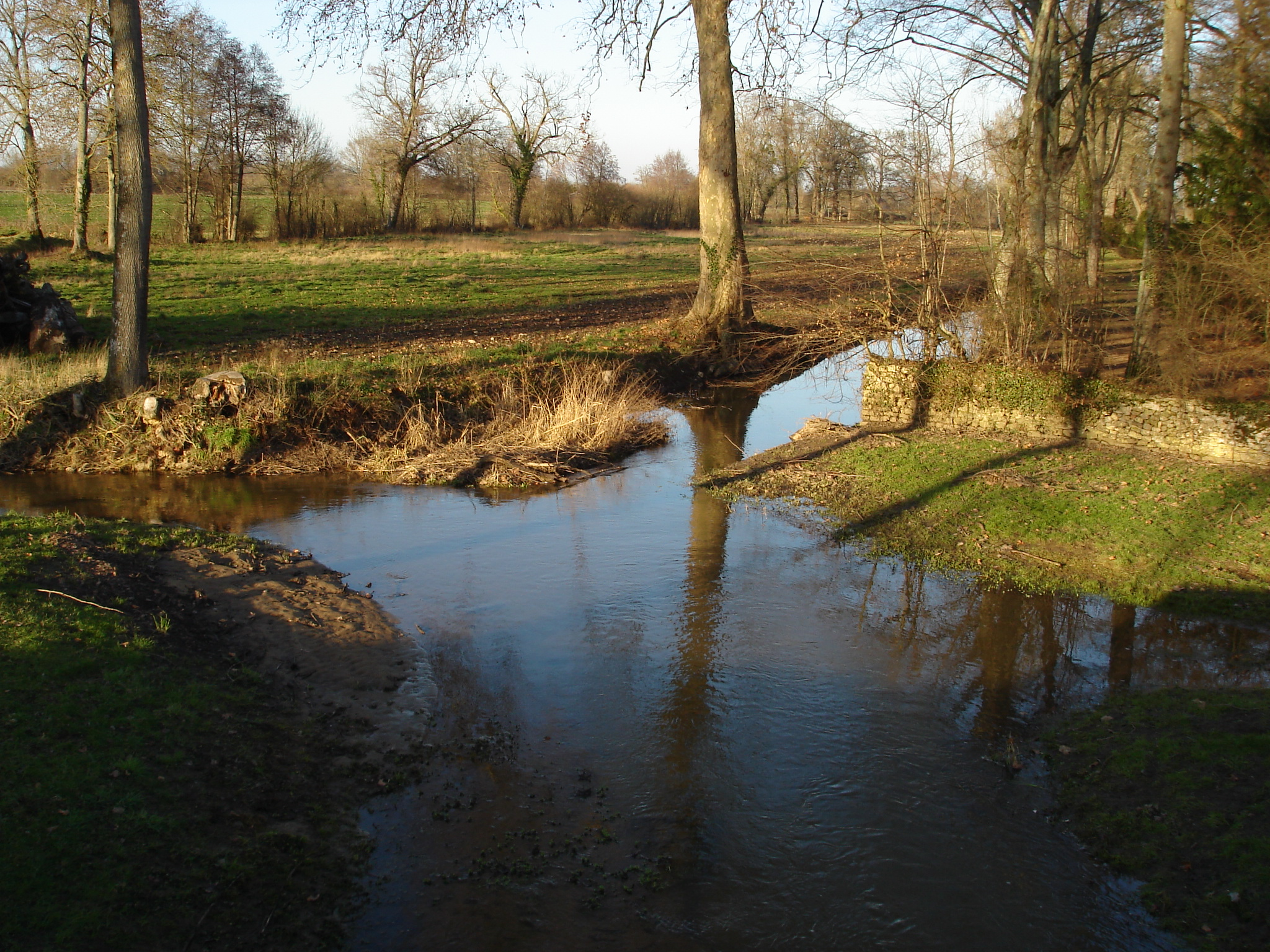
La rivière Igneraie en direction de Thevet-Saint-Julien en 2012.
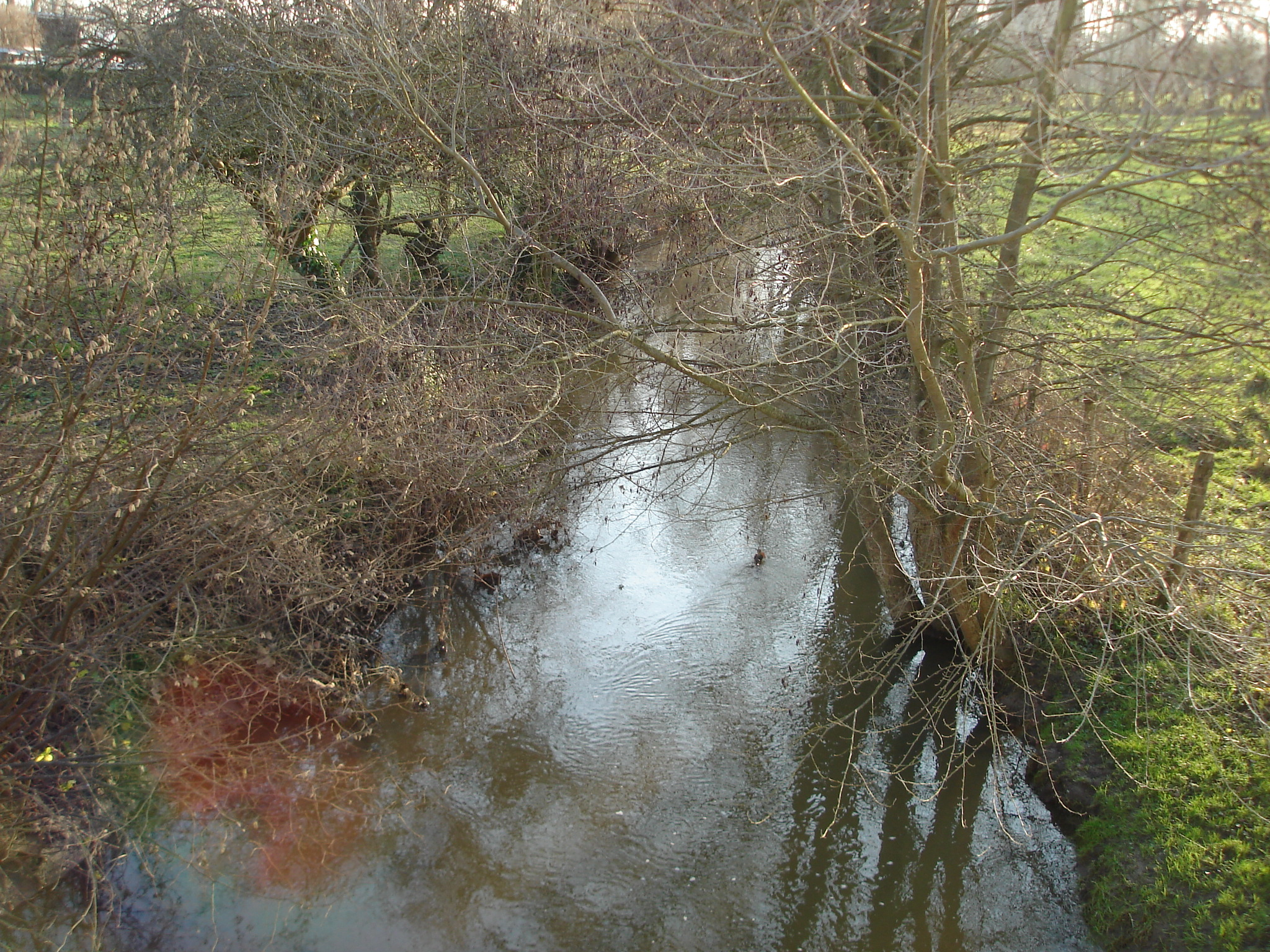
La rivière Igneraie direction de Champillet en 2012.

### Climat
Pour des articles plus généraux, voir Climat du Centre-Val de Loire et Climat de l'Indre.
En 2010, le climat de la commune est de type climat océanique dégradé des plaines du Centre et du Nord, selon une étude du CNRS s'appuyant sur une série de données couvrant la période 1971-2000. En 2020, Météo-France publie une typologie des climats de la France métropolitaine dans laquelle la commune est exposée à un climat océanique altéré et est dans la région climatique Ouest et nord-ouest du Massif Central, caractérisée par une pluviométrie annuelle de 900 à 1 500 mm, maximale en automne et en hiver.
Pour la période 1971-2000, la température annuelle moyenne est de 11,3 °C, avec une amplitude thermique annuelle de 15,4 °C. Le cumul annuel moyen de précipitations est de 781 mm, avec 12 jours de précipitations en janvier et 7,1 jours en juillet. Pour la période 1991-2020, la température moyenne annuelle observée sur la station météorologique de Météo-France la plus proche, « Ste--Sévère », sur la commune de Sainte-Sévère-sur-Indre à 11 km à vol d'oiseau, est de 12,1 °C et le cumul annuel moyen de précipitations est de 843,9 mm,. Pour l'avenir, les paramètres climatiques de la commune estimés pour 2050 selon différents scénarios d'émission de gaz à effet de serre sont consultables sur un site dédié publié par Météo-France en novembre 2022.

### Voies de communication et transports
Le territoire communal est desservi par les routes départementales : 73, 83A et 943.
La gare ferroviaire la plus proche est la gare de Châteauroux, à 37 km.
Lacs est desservie par la ligne F du Réseau de mobilité interurbaine.
L'aéroport le plus proche est l'aéroport de Châteauroux-Centre, à 41 km.
Le territoire communal est traversé par le GR 46, le GR 654 et le GRP « Sur les pas des maîtres sonneurs ».

## Urbanisme

### Typologie
Au 1er janvier 2024, Lacs est catégorisée commune rurale à habitat dispersé, selon la nouvelle grille communale de densité à sept niveaux définie par l'Insee en 2022.
Elle appartient à l'unité urbaine de La Châtre, une agglomération intra-départementale regroupant quatre  communes, dont elle est une commune de la banlieue,,. Par ailleurs la commune fait partie de l'aire d'attraction de La Châtre, dont elle est une commune de la couronne,. Cette aire, qui regroupe 14 communes, est catégorisée dans les aires de moins de 50 000 habitants,.

### Occupation des sols
L'occupation des sols de la commune, telle qu'elle ressort de la base de données européenne d’occupation biophysique des sols Corine Land Cover (CLC), est marquée par l'importance des territoires agricoles (96,5 % en 2018), une proportion sensiblement équivalente à celle de 1990 (96,7 %). La répartition détaillée en 2018 est la suivante : 
terres arables (74,8 %), zones agricoles hétérogènes (13,1 %), prairies (8,6 %), zones urbanisées (2,2 %), forêts (1,3 %). L'évolution de l’occupation des sols de la commune et de ses infrastructures peut être observée sur les différentes représentations cartographiques du territoire : la carte de Cassini (XVIIIe siècle), la carte d'état-major (1820-1866) et les cartes ou photos aériennes de l'IGN pour la période actuelle (1950 à aujourd'hui).

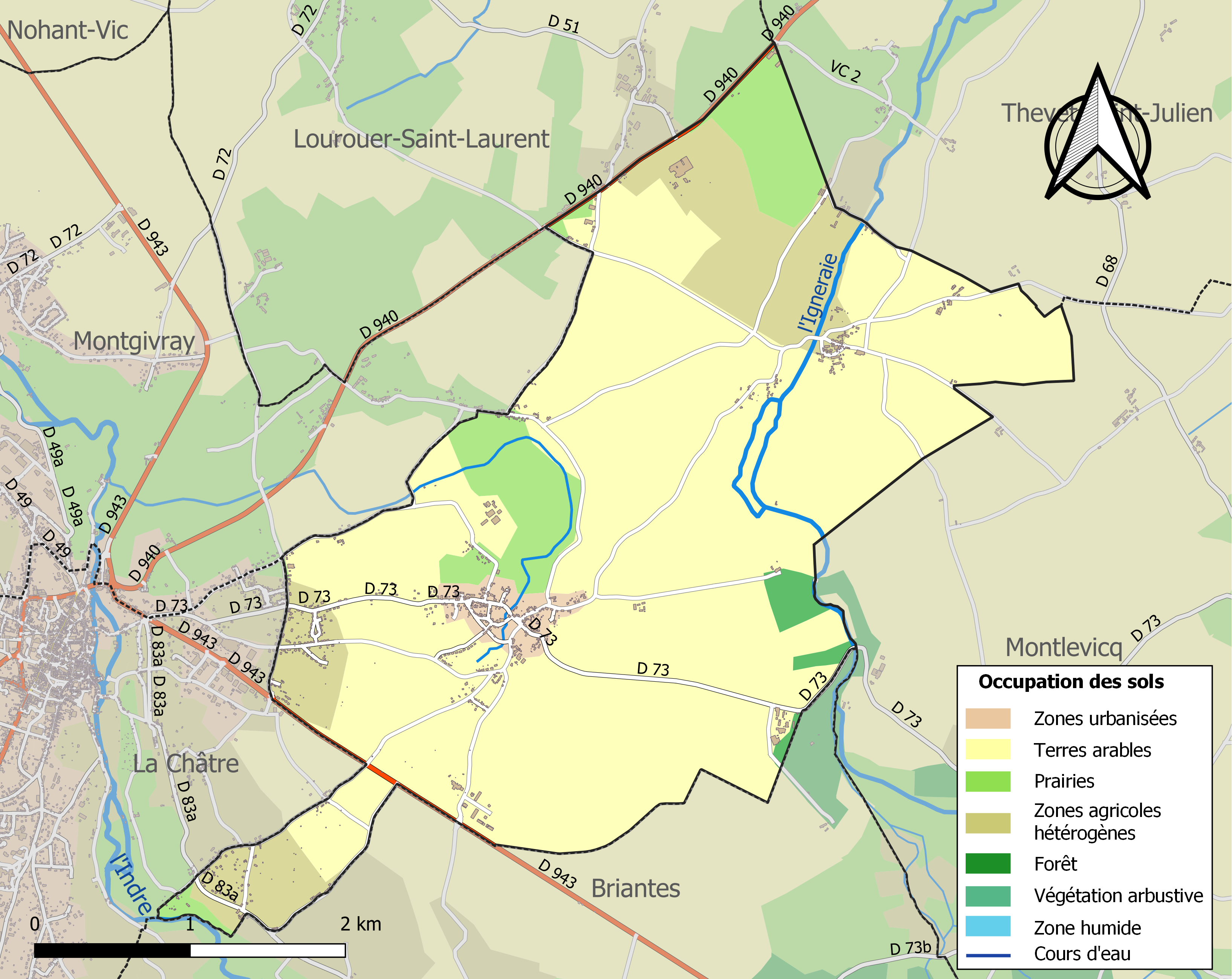
Carte des infrastructures et de l'occupation des sols de la commune en 2018 (CLC).

### Logement
Le tableau ci-dessous présente le détail du secteur des logements de la commune :
| Date du relevé                                              | 2013   | 2015   |
| Nombre total de logements                                   | 338    | 342    |
| Résidences principales                                      | 85,6 % | 86,3 % |
| Résidences secondaires                                      | 7,7 %  | 7,3 %  |
| Logements vacants                                           | 6,7 %  | 6,4 %  |
| Part des ménages propriétaires de leur résidence principale | 82,4 % | 82,4 % |

### Risques majeurs
Le territoire de la commune de Lacs est vulnérable à différents aléas naturels : météorologiques (tempête, orage, neige, grand froid, canicule ou sécheresse), mouvements de terrains et séisme (sismicité faible). Un site publié par le BRGM permet d'évaluer simplement et rapidement les risques d'un bien localisé soit par son adresse soit par le numéro de sa parcelle.

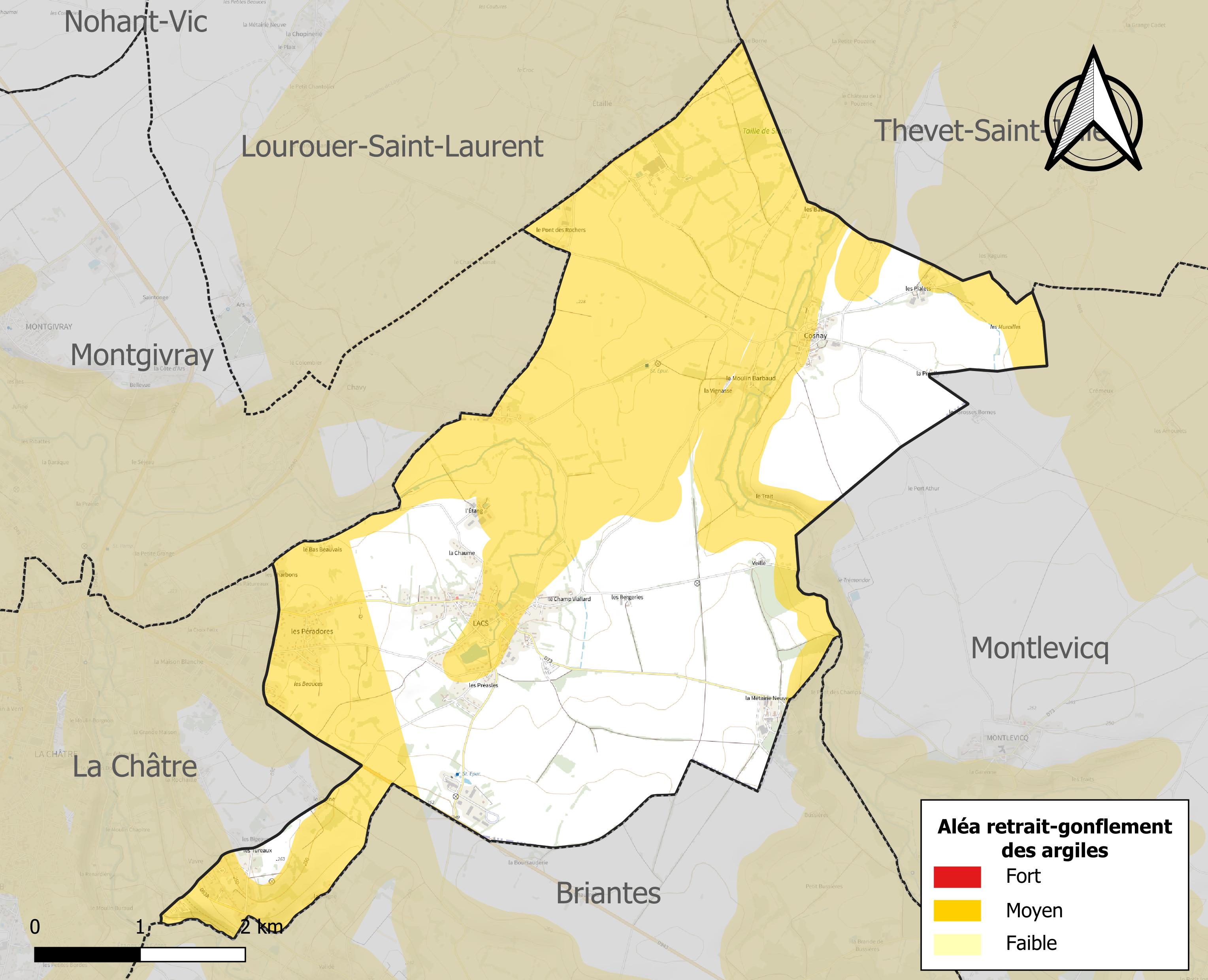
Carte des zones d'aléa retrait-gonflement des sols argileux de Lacs.

Les mouvements de terrains susceptibles de se produire sur la commune sont des tassements différentiels.
Le retrait-gonflement des sols argileux est susceptible d'engendrer des dommages importants aux bâtiments en cas d’alternance de périodes de sécheresse et de pluie. 55,7 % de la superficie communale est en aléa moyen ou fort (84,7 % au niveau départemental et 48,5 % au niveau national). Sur les 344 bâtiments dénombrés sur la commune en 2019, 221 sont en aléa moyen ou fort, soit 64 %, à comparer aux 86 % au niveau départemental et 54 % au niveau national. Une cartographie de l'exposition du territoire national au retrait gonflement des sols argileux est disponible sur le site du BRGM,.
Concernant les mouvements de terrains, la commune a été reconnue en état de catastrophe naturelle au titre des dommages causés par la sécheresse en 1989, 2018 et 2019 et par des mouvements de terrain en 1999.

## Toponymie
Le nom de la localité est attesté sous les formes de Lacubus  en 1327 et en 1422, Laz au XVIe siècle.
Son nom vient de Lug, qui signifie « mare, marécage, étang ». Des étangs occupaient son territoire ; il s'y trouve un village appelé l'Étang.
Ses habitants sont appelés les Lacubusiens.

## Politique et administration
La commune dépend de l'arrondissement de La Châtre, du canton de La Châtre, de la deuxième circonscription de l'Indre et de la communauté de communes de La Châtre et Sainte-Sévère.
| Période    | Période  | Identité                | Étiquette | Qualité  |
| ---------- | -------- | ----------------------- | --------- | -------- |
| avant 1988 | ?        | Roger Pion              | PS        |          |
| juin 1995, | En cours | Philippe Aubrun-Sassier | FN        | Retraité |

## Population et société

### Démographie
L'évolution du nombre d'habitants est connue à travers les recensements de la population effectués dans la commune depuis 1793. Pour les communes de moins de 10 000 habitants, une enquête de recensement portant sur toute la population est réalisée tous les cinq ans, les populations de référence des années intermédiaires étant quant à elles estimées par interpolation ou extrapolation. Pour la commune, le premier recensement exhaustif entrant dans le cadre du nouveau dispositif a été réalisé en 2005.

En 2022, la commune comptait 655 habitants, en évolution de −0,3 % par rapport à 2016 (Indre : −3 %, France hors Mayotte : +2,11 %).
| 1793 | 1800 | 1806 | 1821 | 1831 | 1836 | 1841 | 1846 | 1851 |
| ---- | ---- | ---- | ---- | ---- | ---- | ---- | ---- | ---- |
| 345  | 374  | 379  | 368  | 301  | 390  | 426  | 430  | 444  |

| 1856 | 1861 | 1866 | 1872 | 1876 | 1881 | 1886 | 1891 | 1896 |
| ---- | ---- | ---- | ---- | ---- | ---- | ---- | ---- | ---- |
| 425  | 411  | 418  | 451  | 424  | 433  | 443  | 493  | 493  |

| 1901 | 1906 | 1911 | 1921 | 1926 | 1931 | 1936 | 1946 | 1954 |
| ---- | ---- | ---- | ---- | ---- | ---- | ---- | ---- | ---- |
| 462  | 484  | 476  | 428  | 404  | 386  | 374  | 369  | 374  |

| 1962 | 1968 | 1975 | 1982 | 1990 | 1999 | 2005 | 2006 | 2010 |
| ---- | ---- | ---- | ---- | ---- | ---- | ---- | ---- | ---- |
| 384  | 301  | 298  | 506  | 603  | 614  | 650  | 644  | 652  |

| 2015 | 2020 | 2022 | - | - | - | - | - | - |
| ---- | ---- | ---- | - | - | - | - | - | - |
| 661  | 657  | 655  | - | - | - | - | - | - |

### Enseignement
La commune dépend de la circonscription académique de La Châtre.

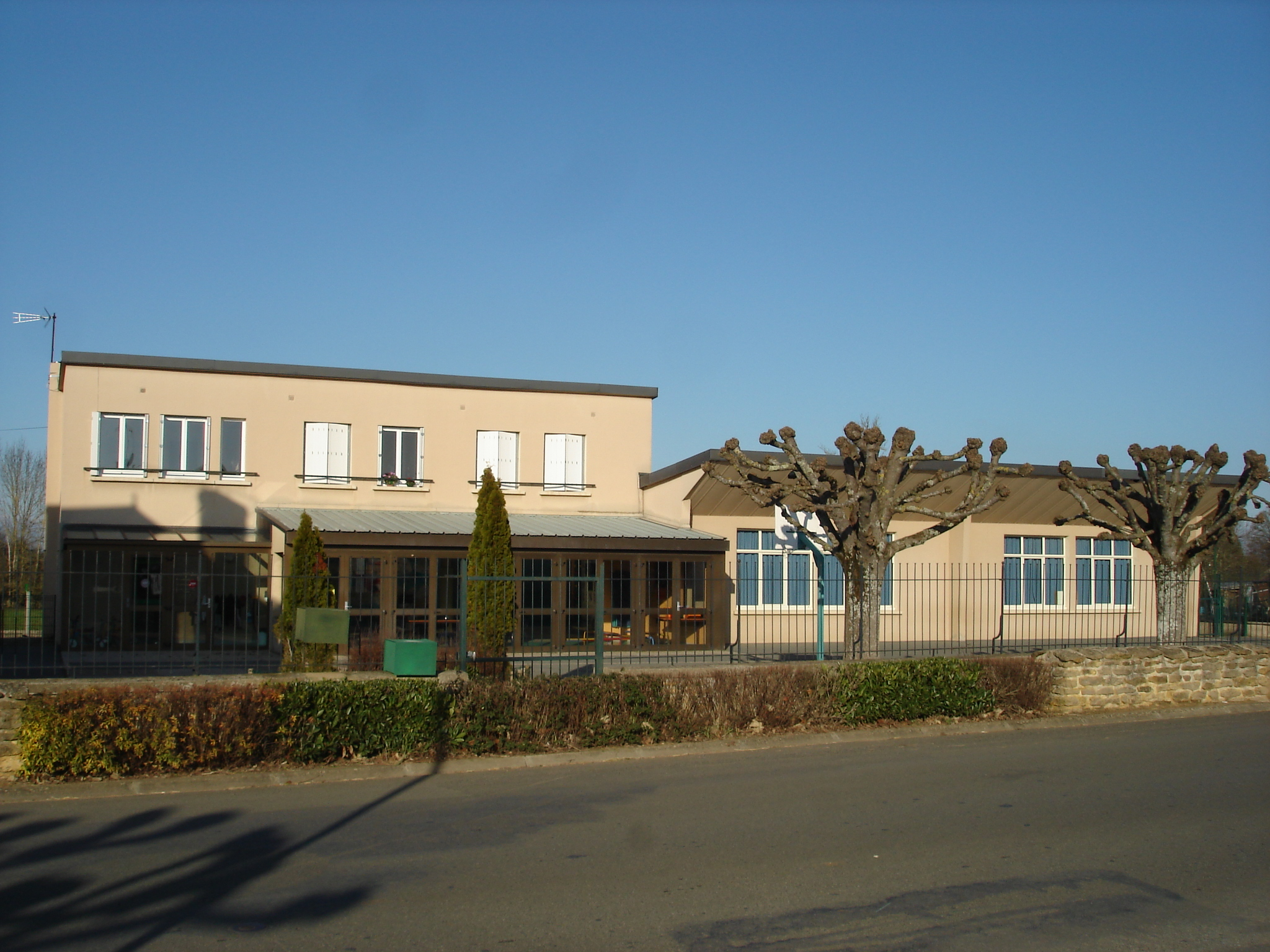
L'école primaire publique en 2012.

### Équipement culturel
Elle dispose aussi d'un foyer rural et d'une salle des fêtes.

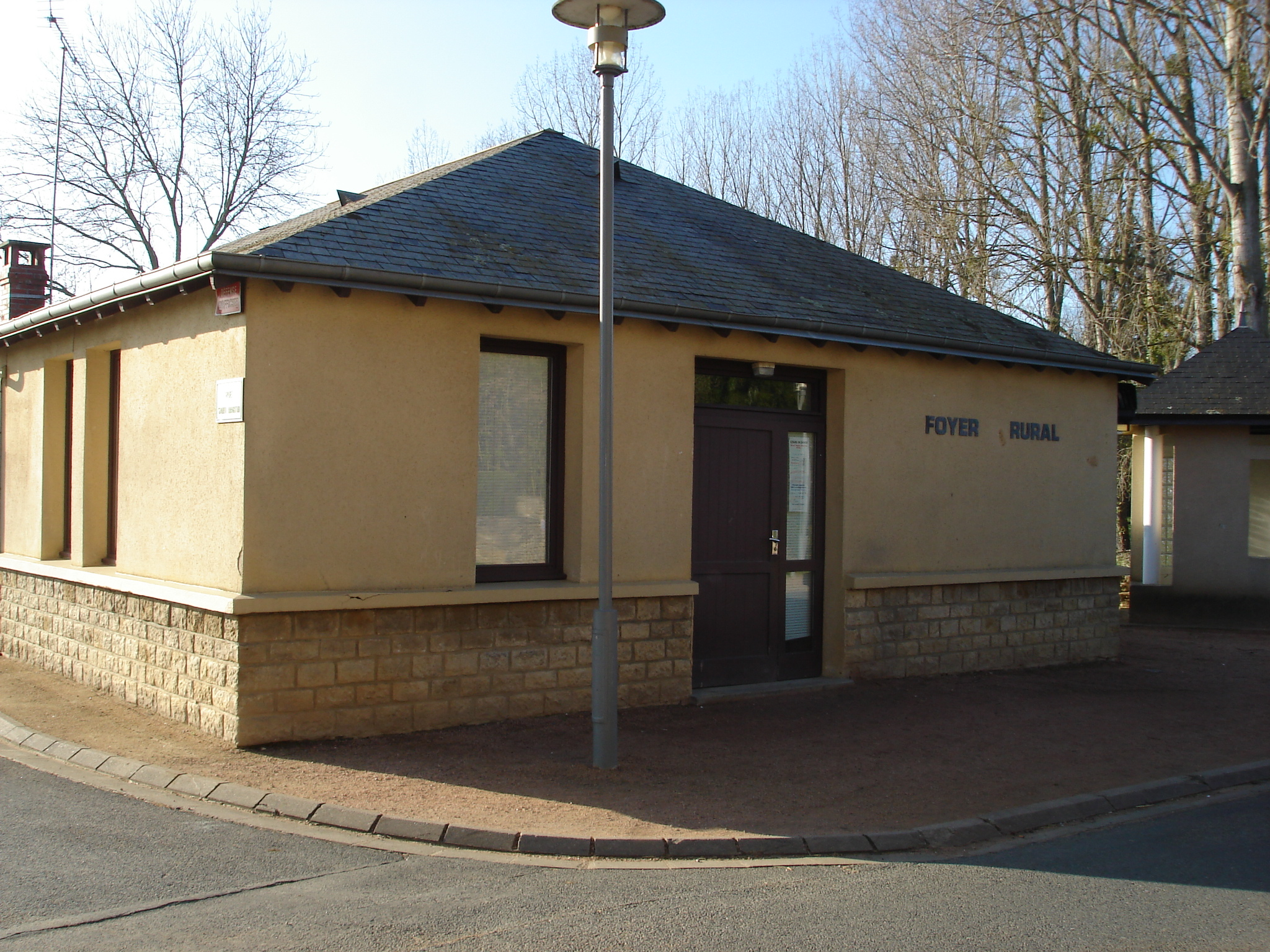
Le foyer rural en 2012.
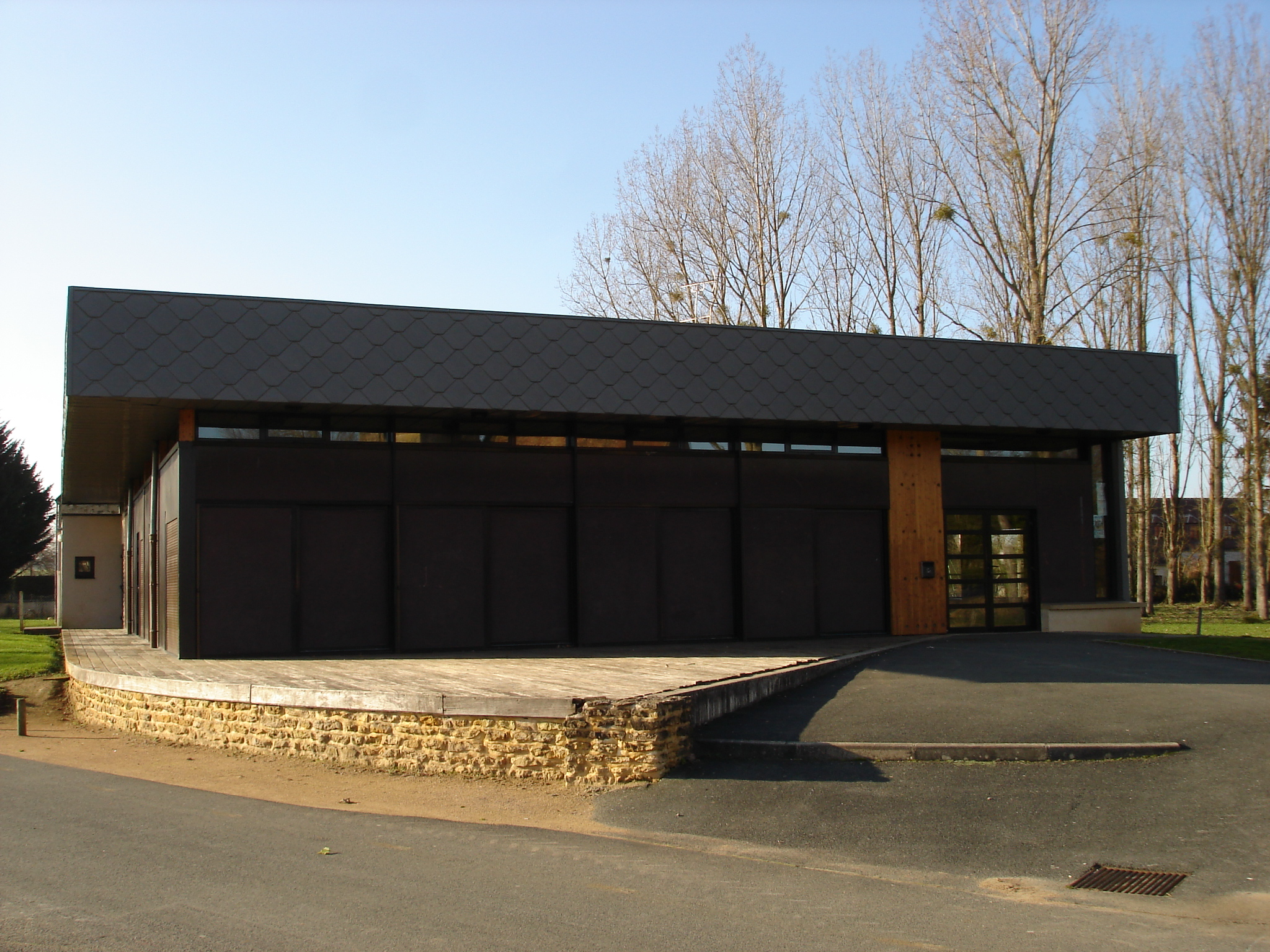
La salle des fêtes en 2012.

### Médias
La commune est couverte par les médias suivants : La Nouvelle République du Centre-Ouest, Le Berry républicain, L'Écho - La Marseillaise, La Bouinotte, Le Petit Berrichon, L'Écho du Berry, France 3 Centre-Val de Loire, Berry Issoudun Première, Vibration, Forum, France Bleu Berry et RCF en Berry.

## Économie
La commune se situe dans l’aire urbaine de La Châtre, dans la zone d’emploi de Châteauroux et dans le bassin de vie de La Châtre; ainsi que dans l'aire géographique et dans la zone de production du lait, de fabrication et d'affinage du fromage Valençay.
Plusieurs entreprises industrielles sont sises sur la commune.

## Culture locale et patrimoine

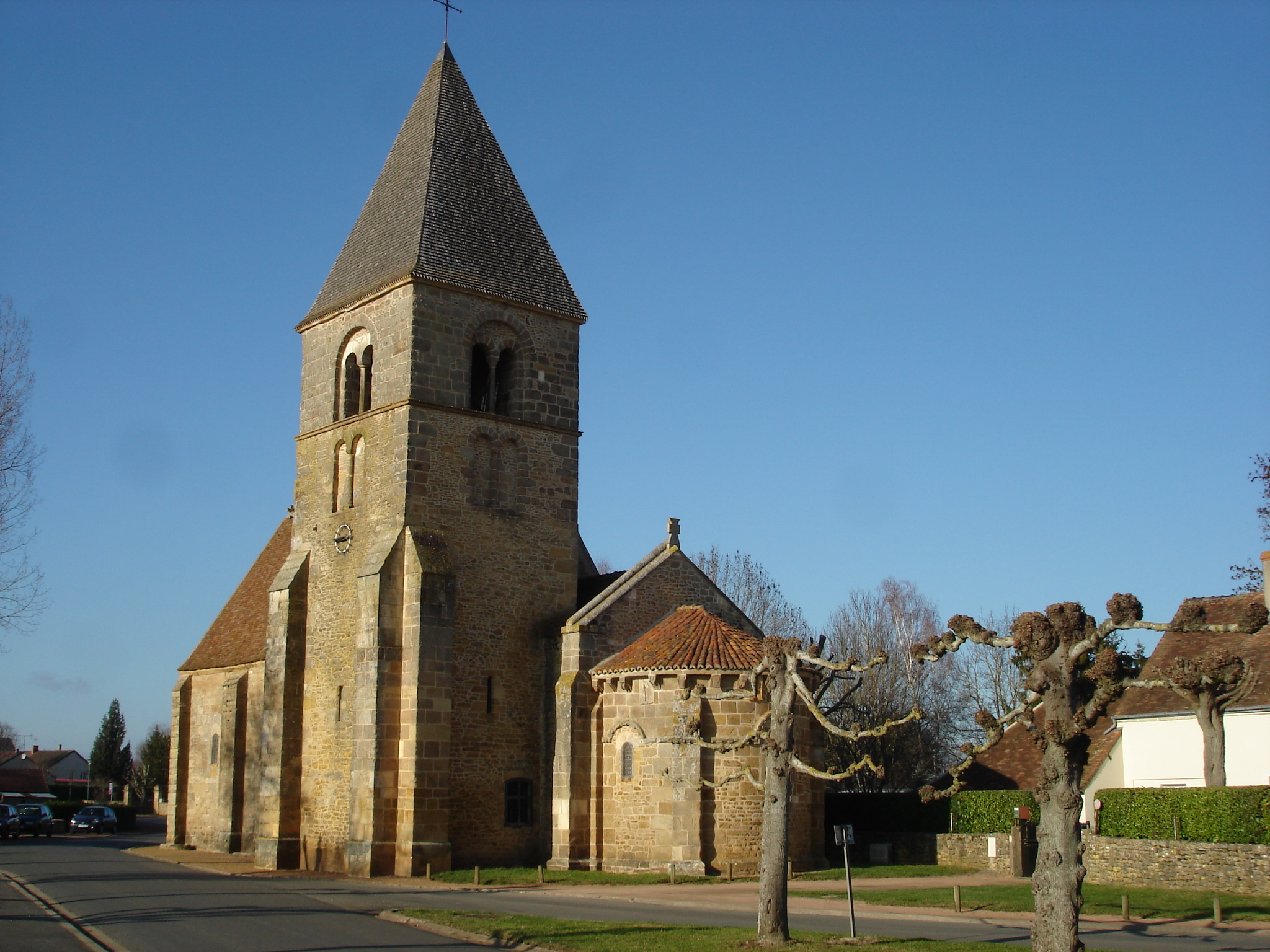
L'église Saint-Martin en 2012

### Lieux et monuments
- Église Saint-Martin,  classée au titre des monuments historiques par arrêté du 1er septembre 1922[36].
- Prieuré de Cosnay ou chapelle de prieuré, édifice roman, inscrit au titre des monuments historiques par arrêté du 16 juin 2003

### Personnalités liées à la commune
- Alfred Laisnel de La Salle (1801-1871), ethnographe et folkloriste. Il est né et à vécu au manoir de Cosnay (aujourd'hui disparu, dans le hameau homonyme). Une rue de la commune porte son nom.